# Гајлдорф
Гајлдорф (њем. Gaildorf) град је у њемачкој савезној држави Баден-Виртемберг. Једно је од 30 општинских средишта округа Швебиш Хал. Према процјени из 2010. у граду је живјело 12.527 становника. Посједује регионалну шифру (AGS) 8127025.

## Географски и демографски подаци
Гајлдорф се налази у савезној држави Баден-Виртемберг у округу Швебиш Хал. Град се налази на надморској висини од 329 метара. Површина општине износи 62,6 km². У самом граду је, према процјени из 2010. године, живјело 12.527 становника. Просјечна густина становништва износи 200 становника/km².

## Међународна сарадња
| Мјесто   | Држава   | Врста сарадње | Од    |
| -------- | -------- | ------------- | ----- |
| Будајене | Мађарска | партнерство   | 1993. |
| Извор    |          |               |       |